# (73682) 1990 HU5
(73682) 1990 HU5 – planetoida z pasa głównego asteroid okrążająca Słońce w ciągu 5 lat i 248 dni w średniej odległości 3,18 j.a. Została odkryta 29 kwietnia 1990 roku w Obserwatorium Siding Spring przez Annę Żytkow i Michaela Irwina. Nazwa planetoidy jest oznaczeniem tymczasowym.